# M-84
O M-84 é um carro de combate, baseado no modelo soviético T-72, produzido sob licença na antiga Iugoslávia e com sistemas de concepção e produção local.

## Descrição

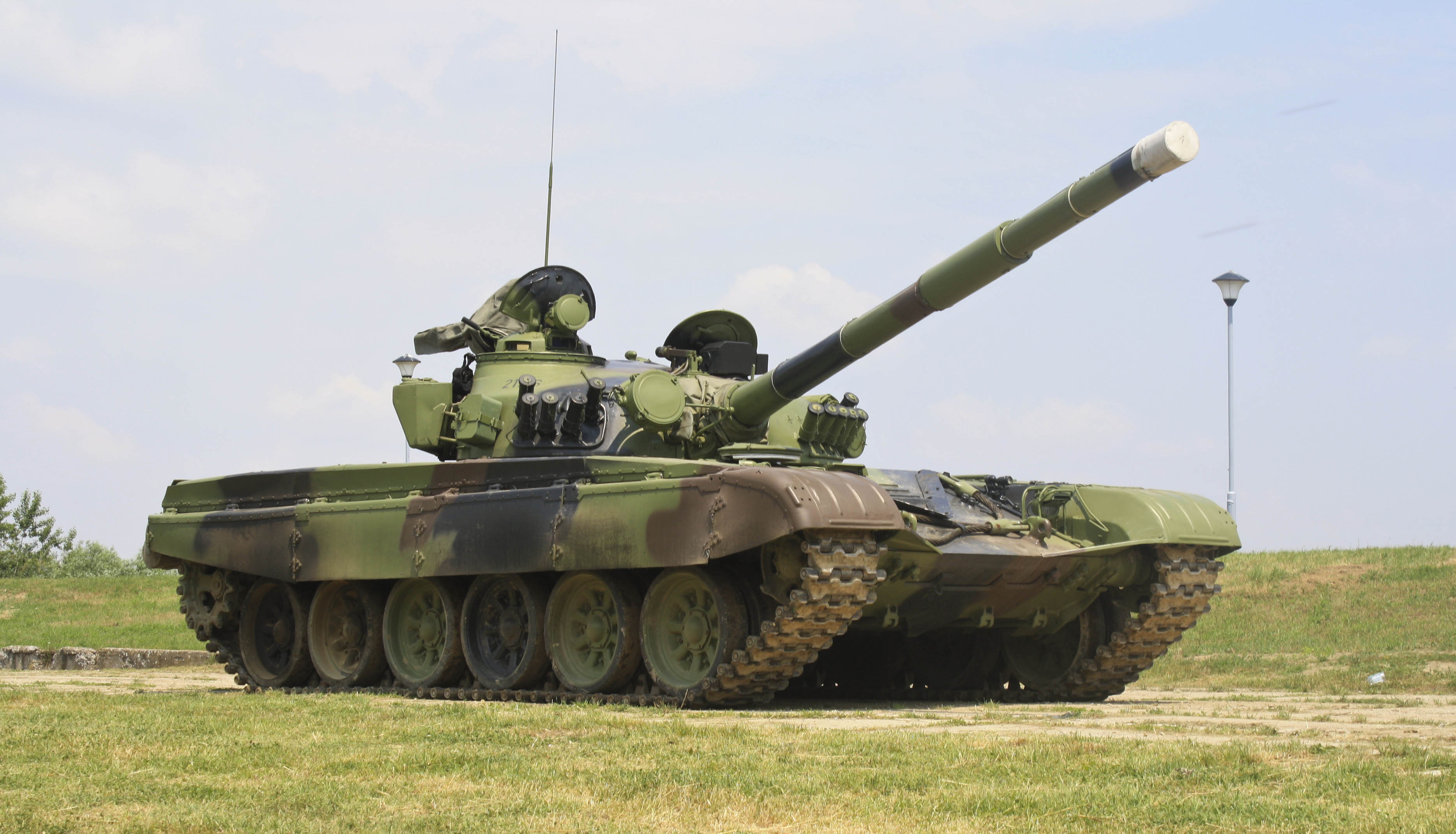
Um M-84 sérvio.

O M-84 começou a ser entregue a partir de 1985, embora os primeiros protótipos tenham sido apresentados entre 1982 e 1983. A produção começou entre 1983 e 1984. Calcula-se que a produção deste modelo tenha atingido as 600 unidades até 1992.
O M-84 era fabricado com peças e componentes produzidos na própria Iugoslávia, Sua produção terminou em 1992 com a desintegração da Iugoslávia (que significa na língua local Eslavos do Sul). Como várias indústrias responsáveis pelo fabrico dos veículos eram importantes para os respectivos países, cada uma das antigas repúblicas iugoslavas onde a manutenção dessas empresas era importante, acabou por lançar a sua própria versão do M-84.
O M-84 está armado com um canhão de 125 mm de alma lisa, com um carregador automático o que e normal em veículos do antigo Pacto de Varsóvia. Este MBT é completado com sistema muito eficiente de combate a incêndios.
O seu armamento secundário consiste de uma metralhadora de calibre 7,62 mm coaxial e uma outra metralhadora de 12,7 mm MG montado em cima da torre.
O veículo é alimentado por um motor a diesel sobre-alimentado V-46TK , desenvolvendo 780 cv. Este está equipado com um auto-blade enraizar. Pode ultrapassar obstáculos na água de até 5 metros de profundidade, utilizando um kit de profundidade rasa.
Assim, presentemente, além do M-84 original, existem três diferentes versões deste carro de combate, que têm todas a mesma origem.
Cada um dos países da antiga Jugoslávia com capacidade industrial para o fazer, manteve e alargou essa capacidade, de forma a poder produzir e manter os seus próprios veículos militares.
Na década de 1980 um projeto de um tanque substituto chamado Vihor foi iniciado. Diferente do M-84, Vihor não era cópia de um tanque soviético, mas um novo projeto. No entanto, devido à desintegração da Iugoslávia, o Vihor foi abandonado.
A última versão do M-84 é o M-2001, revelado em 2004. Possui um novo sistema de controle de tiro, blindagem Kontakt-5, mísseis antitanque AT-11 Sniper, mira térmica Agava-2, e contramedidas Shtora. É muito parecido com o T-90.
O M-84 foi exportado para o Kuwait, que possui cerca de 150 deles. A ruptura da Iugoslávia impediu novas exportações. Os usuários dos M-84 são Sérvia, Croácia, Eslovênia, Bósnia e Herzegovina e Kuwait.

## Principais Utilizadores
- Sérvia[2]
- Designação Local: M-84
- Quantidade Máxima: 290 - Quantidade em serviço:206
- Situação operacional: Em serviço

Não é conhecido o número de carros M-84 que foi convertido com os novos sistemas eletrônicos que foram mostrados pela primeira vez em 2001, para o modelo M-84AB1.
A Sérvia, tentou seguir o mesmo caminho da Croácia e reuniu as várias indústrias que colaboravam na produção do M-84 que se encontravam em território sérvio e lançou em 2004 o M-84AB1, que é uma modernização do M-84 original que começou a ser produzido na antiga Iugoslávia em meados dos anos 80. Mas como a base industrial Sérvia era mais reduzida, o M-84AB1, tem 80% dos seus componentes de origem russa.
Embora algumas fontes indiquem que este carro é equivalente ao T-90S russo, as alterações efetuadas parecem torna-lo comparável ao T-72M ou ao PT-91- Twardy polaco.
Acredita-se que se trata basicamente do mesmo veículo M-84 original, com modificações no que respeita aos sistemas de sensores e eletrônica, e com a inclusão de blindagem modular reativa.
Não há modificações no sistema motriz e a principal modificação aparente do exterior é a inclusão do sistema russo Shtora de detecção de ameaças.
- Kuwait
- Designação Local: M-84AB
- Quantidade Máxima: 150 - Quantidade em serviço:75
- Situação operacional: Em serviço

316 unidades do carro de combate M-84 foram encomendadas pelo Kuwait à antiga Iugoslávia. Foram recebidos 150 exemplares deste carro de combate, e presentemente estão ao serviço 75. Os restantes 75 veículos estão na reserva.
Em abril de 2007 foi anunciado na imprensa croata que o Kuwait tinha intenção de modernizar os M-84 ao serviço e eventualmente adquirir mais 66 unidades, que não chegaram a ser fornecidas pela Iugoslávia na encomenda inicial. Cada M-84D estima-se entre 2.5 e 3 milhões de dolares a preços do inicio de 2008.
- Croácia
- Designação Local: M-84

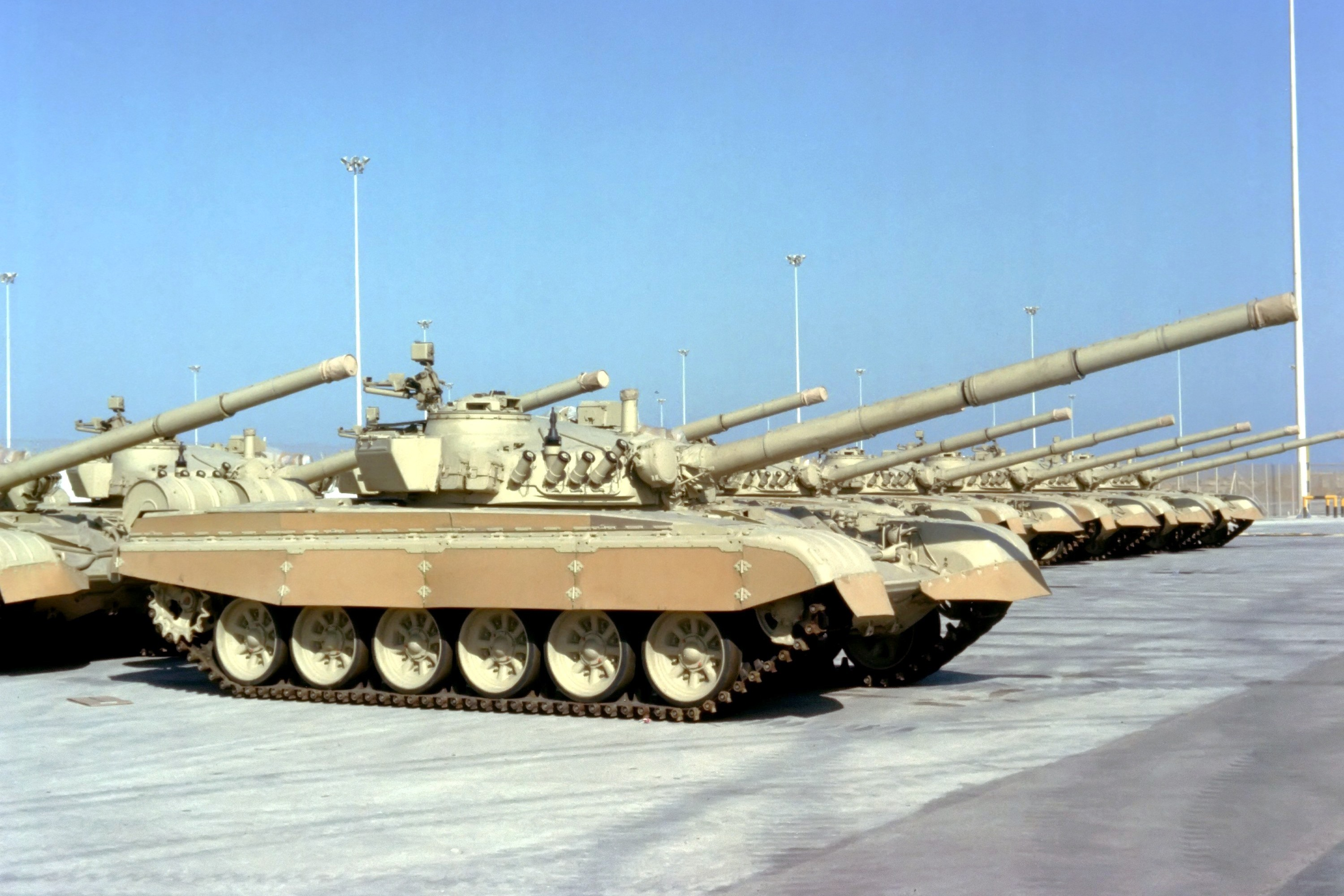
A serviço do Kuwait.

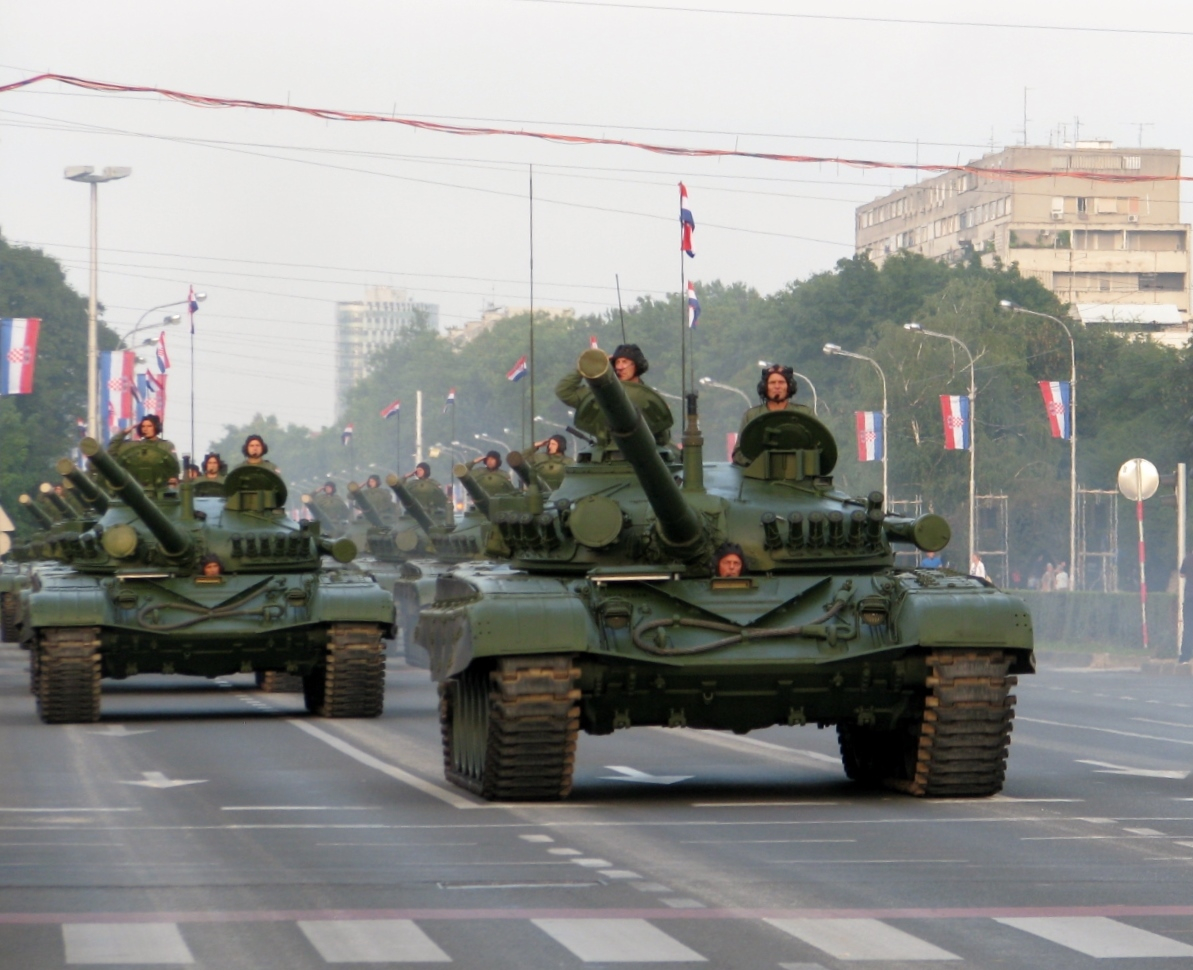
M-84s do exército croata.

- Quantidade Máxima: 70 - Quantidade em serviço:66
- Situação operacional: Em serviço

Os carros de combate M-84 croatas, são veículos que estavam no território croata, antes da desagregação da antiga Iugoslávia, e que faziam parte de unidades do exército Jugoslavo que se renderam aos croatas no inicio do conflito.
Era na Croácia que se encontrava a mais importante indústria de montagem de carros de combate da antiga Iugoslávia. A fábrica croata de Slavonsky era onde se efetuava a montagem final do tanque M-84.

## Variações
- M-84A MBT com armadura melhorada, motor de 1000cv e uma série de outras melhorias. Foi produzido entre 1988 e 1991;
- M-84AB versão de exportação para o Kuwait;
- M-84ABK tanque de comando;
- M-84ABI veículo blindado de recuperação;
- M-84AB1, também conhecido como o M-2001, desenvolvido na Sérvia. É muito semelhante ao T-90 russo em capacidades e aparência. Ele usa a armadura russa Kontakt-5 Blindagem reativa explosiva, sistema de contra-medidas Shtora também russo e um sistema de controle de fogo (compatível com o AT-11 Sniper ATGMs);
- M-84A4 "Sniper", desenvolvido na Croácia, e com algumas melhorias;
- M-84D ou M-95 Degman, desenvolvido na Croácia.[4]

## Galeria

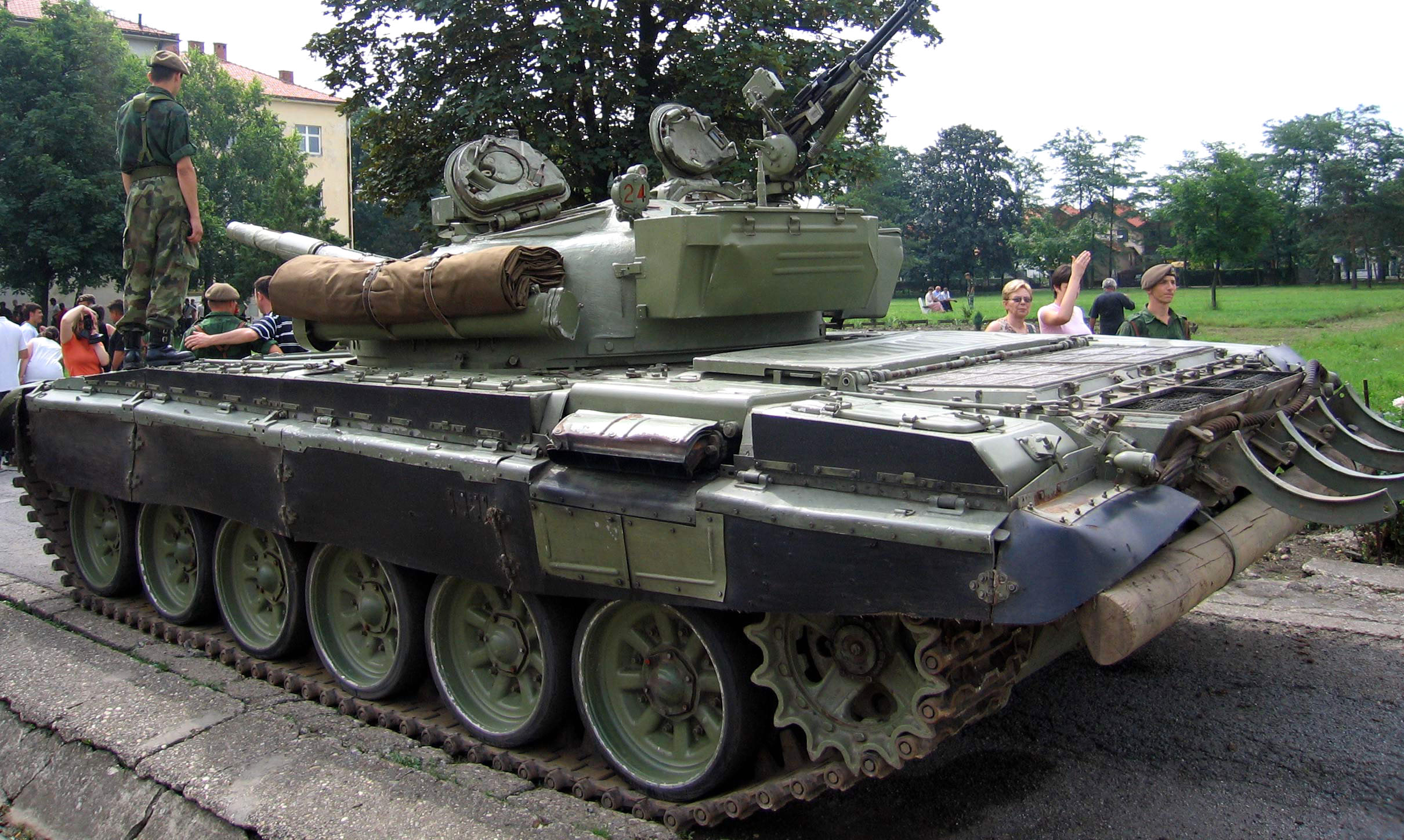
M-84 MBT do exército jugoslavo em Pozarevac acampamento militar.
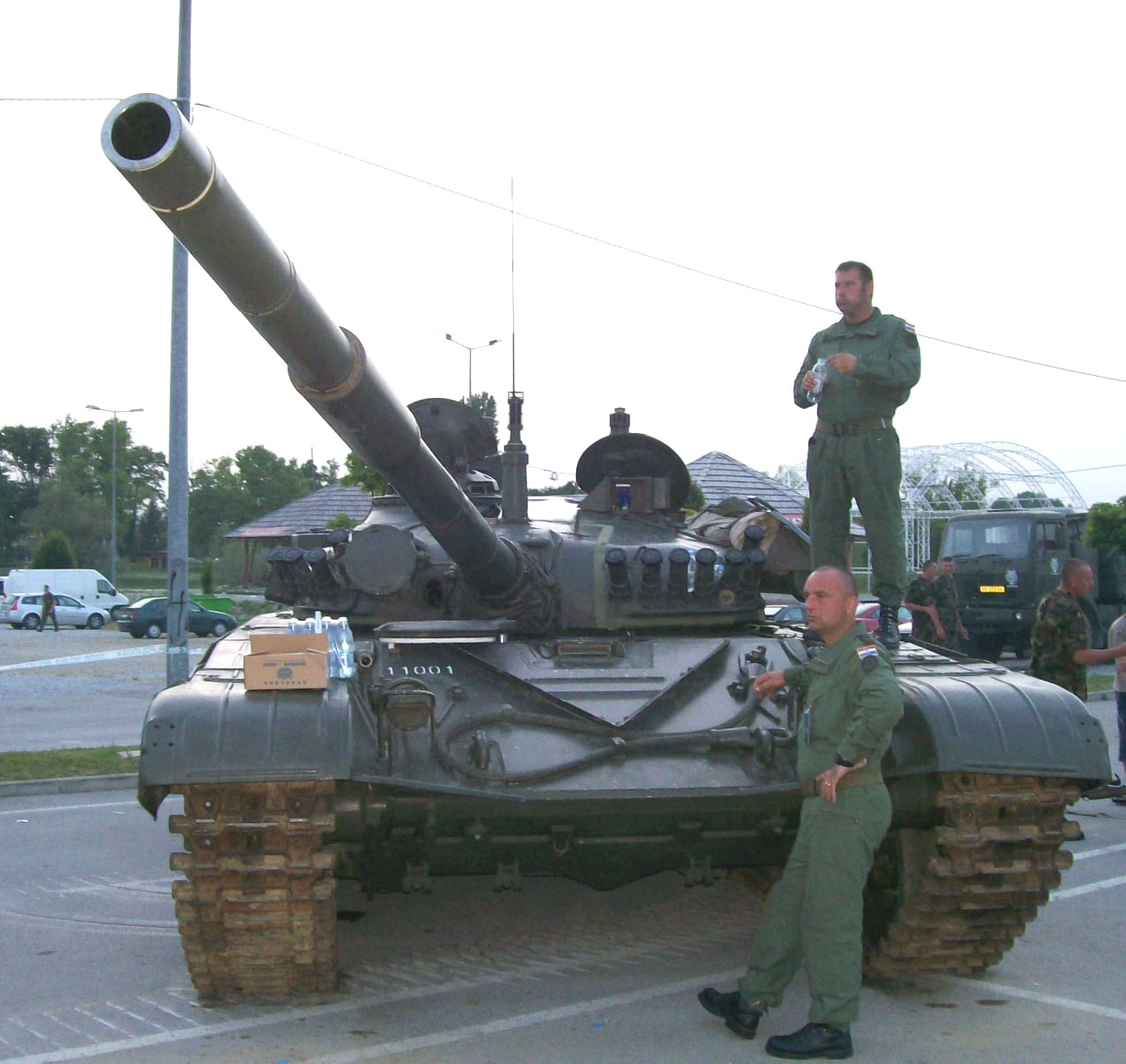
M-84
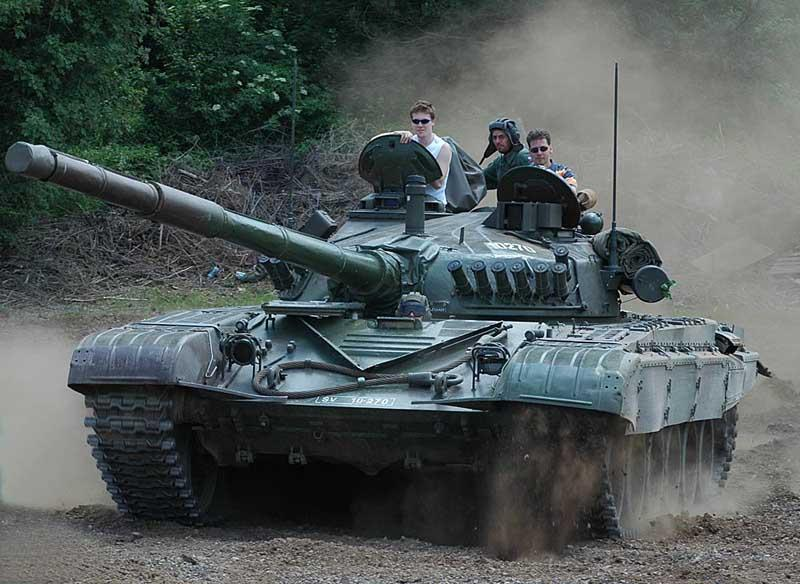
Esloveno M-84
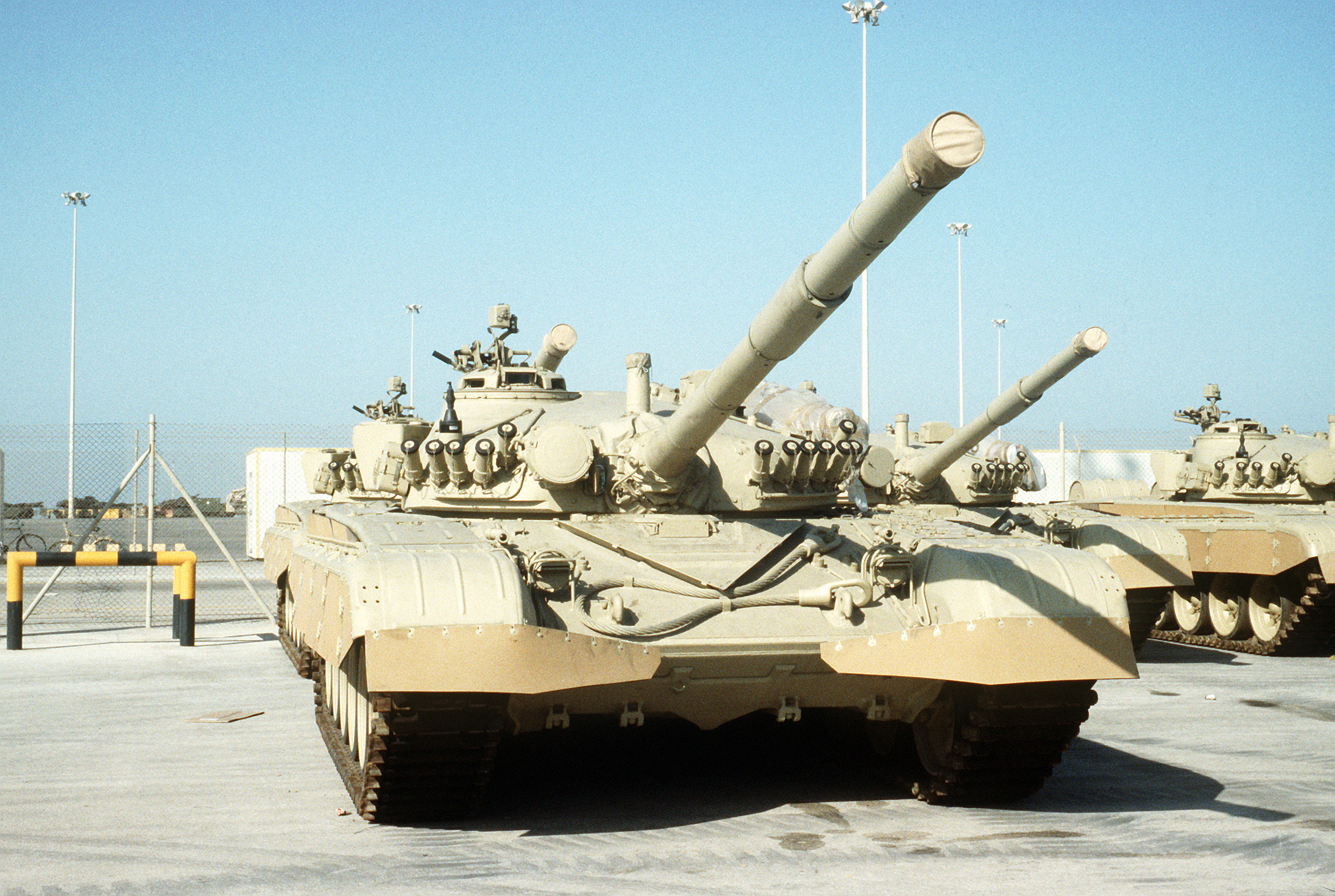
Um kuwaitiano M-84
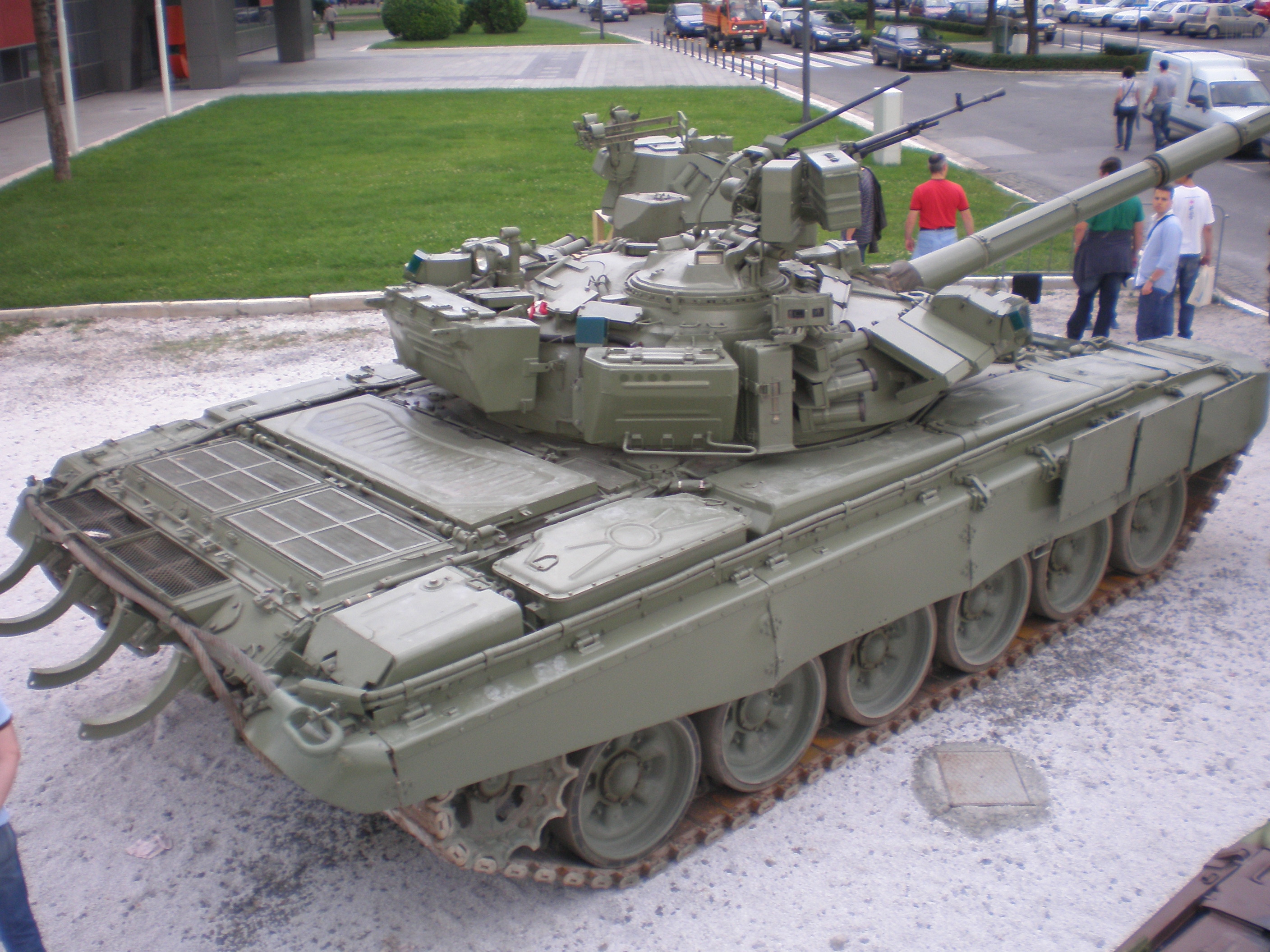
M-84AS tanque principal batalha em exposição no "Sócio 2009" justo militar.